# Foco narrativo
Foco narrativo designa aquele que narra em uma história (narrador ou eu-lírico). O estudo do foco narrativo esclarece o leitor a respeito do ponto de vista a partir do qual é feita a narração. Quando o narrador é uma das personagens, dizemos que o foco narrativo é em primeira pessoa; quando não é uma das personagens, estando, portanto, fora da história, dizemos que o foco narrativo é em terceira pessoa.

## Exemplos de foco narrativo

### Narrador Personagem
>>> O Narrador-Personagem é aquele que conta a história através de uma perspectiva de dentro dela, isto é, ele, de alguma forma, participa do enredo, sendo um dos personagens. A narração da história se dá em primeira pessoa do singular ou do plural ("eu" ou "nós"). Pode-se classificar o Narrador-Personagem em:
- Narrador-Personagem : Este narrador é a personagem principal da história, narrando-a de um ponto de vista fixo: o seu. Não sabe o que pensam os outros personagens e apenas narra os acontecimentos como os percebe ou lembra. Grande Sertão: Veredas, Guimarães Rosa; Memórias Póstumas de Brás Cubas, de Machado de Assis.
- Narrador-Personagem Testemunha: É o narrador que vive os acontecimentos por ele descritos como personagem secundária. É um ponto de vista mais limitado, uma vez que ele narra da periferia dos acontecimentos, sendo incapaz de conhecer o que se passa na mente dos outros personagens. Exemplo: Memorial de Aires, de Machado de Assis; As aventuras de Sherlock Holmes, de Sir Artur Conan Doyle.

### Narrador intruso
>>> Uma das características de ambos os focos narrativos é a possibilidade de fazer comentários sobre a sua vida e a vida dos personagens ou sobre o cenário da narrativa. O narrador que faz este tipo de comentário chamado de Intruso; o que não o faz, de Neutro.